# Placentofàgia

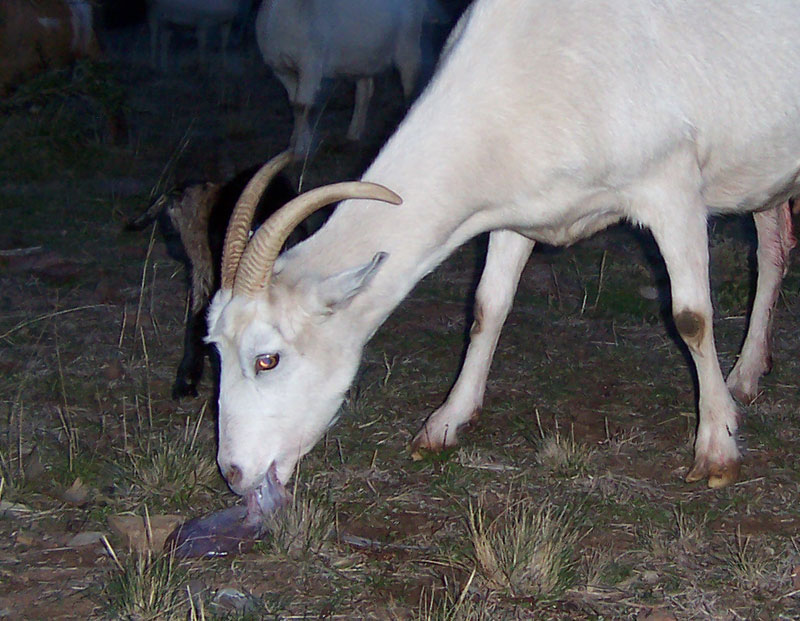
Cabra menjant una placenta després del part.

La placentofàgia (de placenta i el sufix grec φαγειν -per a menjar-) és l'acte dels mamífers de menjar-se la placenta de les seves cries després del part. La placenta conté petites quantitats d'oxitocina que faciliten el part i la secreció de llet de les glàndules mamàries. No s'han realitzat estudis sobre si la placentofàgia produeix efectes hormonals en els humans.
També hi ha una escola de pensament que sosté que la placentofàgia ocorre de manera natural per a ocultar qualsevol rastre del part als depredadors naturals. Molts mamífers placentaris participen en la placentofàgia, inclosos els herbívors; les excepcions inclouen principalment humans, pinnípedes, cetacis i camells. S'ha observat placentofàgia en insectívors, rosegadors, ratpenats, lagomorfs, carnívors, perissodàctils, artiodàctils (amb el camell com a excepció notable) i primats. Els marsupials són un ordre de mamífers metateris que reabsorbeixen la placenta en comptes d'expulsar-la i, per tant, no poden ingerir-la. No obstant això, poden arribar a llepar vigorosament els líquids del part a mesura que s'excreten.
Algunes investigacions han demostrat que la ingestió de la placenta pot fer augmentar el llindar del dolor en rates prenyades; en canvi, les rates que van ingerir carn en comptes de placenta no van mostrar augment en el llindar del dolor. No hi ha estudis que mostrin cap benefici de la ingesta de placenta en humans. No s'han realitzat estudis científics que mostrin que la placentofàgia en humans augmenti l'analgèsia o que té altres beneficis.